# 格氏巨蟹蛛
格氏巨蟹蛛（学名：Heteropoda grahami）为巨蟹蛛科巨蟹蛛属的动物。在中国大陆，分布于四川等地，常栖息于灌木从以及房屋墙壁。该物种的模式产地在四川。